# Ellie Mamahara
Ellie Mamahara (麻々原 絵里依?, Mamahara Erī; Hyogo, 26 marzo 1966) è una fumettista giapponese, autrice principalmente di opere yaoi e shōnen'ai.

## Opere
- Shuyurōkaku (須臾楼閣?) (1992)
- Love Terrorist (ラブ・テロリスト?, Rabu Terorisuto) (1993)
- Tasogare no Himegimi (黄昏の姫君?) (1994)
- Himitsu no Otōsan (ひみつのおとうさん?) (1997)
- Darling, I Love You! (2000)
- Last Target (ラスト・ターゲット?, Rasuto Tāgetto) (2001)
- Gokuraku Cafè (極楽カフェ?, Gokuraku Cafe,  trad. Caffè Paradiso) (2002)
- Rakuen no Izumi (楽園の泉?) (2003)
- Macaroni (マカロニ?, Makaroni)  (2004)
- From Dusk till Dawn (2004)
- Geshuku Biyori (下宿日和?)  (2007)
- Double cast (2007)
- VARNISH (2007)
- Kigurumi Planet (きぐるみプラネット?, Kigurumi Puranetto)  (2008)
- Kayashimashi no Yūga na Seikatsu (茅島氏の優雅な生活?)  (2009)
- Close Your Eyes (クローズユアアイズ?, Kurōzuyuaaizu) (2009)
- Pretty Babies (2011)
- Awa to yokubō (泡と欲望?) (2012)